# Information Display Matrix
Die Information Display Matrix (IDM) ist ein experimentelles Verfahren zur Messung der Informationsaufnahme in Entscheidungssituationen. Das Verfahren wurde in den 1970er Jahren von Jacob Jacoby an der New York State University entwickelt.

## Grundaufbau
Versuchspersonen erhalten die Aufgabe, sich für eine von mehreren vorgegebenen Alternativen zu entscheiden. Jede Alternative ist durch mehrere Eigenschaften (Attribute) beschrieben. Das Experiment ist beendet, wenn eine Auswahlentscheidung getroffen wurde.
Die Alternativen und ihre Eigenschaften (Attribute) werden als Matrix dargestellt. In der Regel werden die Alternativen in Spalten, die Attribute in Zeilen angeordnet. Der Kreuzungspunkt beschreibt dann die Ausprägung eines Attributes einer Alternative. Ist z. B. die Alternative die „Finanzanlage A“ und das Attribut der „Zinssatz“, so könnte die Ausprägung den Wert „5%“ haben. Die Ausprägungsinformation ist zunächst verdeckt. Um die Ausprägungsinformation zu sehen, deckt die Versuchsperson die entsprechende Zelle auf und anschließend wieder zu. Damit wird für den Versuchsleiter offensichtlich, welche Informationen in welcher Reihenfolge herangezogen werden, bevor sich die Versuchsperson für eine Alternative entscheidet.
Ein IDM-Experiment erlaubt durch die direkte Protokollierung der Informationsaufnahme die Analyse von z. B. Informationstiefe (wie viele Informationen werden vor der Entscheidung herangezogen?), relativer Bedeutung von Attributen, der Reihenfolge der Informationsaufnahme oder des Einflusses der Informationstiefe und Informationsreihenfolge auf die Entscheidungsqualität. Wegen der Protokollierung des Informationsaufnahmeprozesses hat die IDM Ähnlichkeit mit anderen Prozessverfolgungstechniken wie der Blickverfolgung durch Eye-Tracking.
Das Verfahren weist außerdem im ersten Schritt Ähnlichkeit mit der Datenerhebung für ein Choice Experiment bzw. eine Conjoint-Analyse auf: Durch die mehrfache Wiederholung des Experiments mit wechselnden Informationsinhalten können auch mit Daten aus einer IDM Bedeutungsgewichte von Eigenschaftsausprägungen analytisch geschätzt werden.

## Technische Realisierung
Ursprünglich wurde die IDM in Form eines Plakates mit aufgebrachten Briefumschlägen realisiert. In den Briefumschlägen befinden sich Karten, auf denen die jeweilige Information notiert ist. Im Verlauf des Experimentes entnimmt die Versuchsperson die Karten aus den Briefumschlägen und steckt sie wieder zurück.
Seit den 1980er Jahren stehen Computersysteme zur Durchführung der Experimente zur Verfügung. Ein frühes System war das an der Wharton School entwickelte „MouseLab“, das zu einer Online-Version weiterentwickelt wurde. Ein neueres System mit umfangreichen Auswertungsmöglichkeiten ist der „IDM Visual Processor“.